# Alchemilla abchasica
Alchemilla abchasica é uma espécie de rosácea do gênero Alchemilla, pertencente à família Rosaceae.